# 1917 في نيوزيلندا
فيما يلي قوائم الأحداث التي وقعت خلال عام 1917 في نيوزيلندا.

## سياسة

### انتهاء فترة المنصب
- 1 يناير – ويليام ستيوارت عضو مجلس النواب النيوزيلندي ‏.
- 20 فبراير – روبرت ماكناب وزير العدل [الإنجليزية]‏.

## مواليد

### يناير
- 1 يناير – هيلين براون رسامة نيوزيلندية.
- 20 يناير – أرشيبالد غراهام لاعب كريكت نيوزلندي.
- 31 يناير – فرانك جيل سياسي نيوزيلندي.

### مارس
- 1 مارس – بيل سوتون فنان نيوزيلندي.
- 9 مارس – كلاري جوردون ملاكم نيوزيلندي.
- 22 مارس – كليف شيرلي لاعب كريكت نيوزلندي.
- 26 مارس – روث غيلبرت شاعرة نيوزيلندية.

### أبريل
- 18 أبريل – برايان هارولد ماسون

### مايو
- 6 مايو – روي سكوت لاعب كركيت نيوزيلندي.
- 30 مايو – هوبير هاريسون

### يونيو
- 25 يونيو – نورا ماري كروفورد ضابطة شرطة نيوزيلندية.

### أغسطس
- 7 أغسطس – آرثر كريسويل لاعب كركيت نيوزيلندي.
- 24 أغسطس – روث بارك

### سبتمبر
- 26 سبتمبر – جيمس كو فنان نيوزيلندي.

### أكتوبر
- 29 أكتوبر – توماس فرازير لاعب كركيت نيوزيلندي.
- 31 أكتوبر – إيفان ماكي

### ديسمبر
- 8 ديسمبر – ألان ستيوارت لاعب اتحاد رغبي نيوزيلندي.
- 22 ديسمبر – ويليام براون لاعب كريكت نيوزلندي.

## وفيات

### أبريل
- 28 أبريل – إدوين بالمر (مواليد 1869)

### يونيو
- 8 يونيو – تشارلز هنري براون (مواليد 1872)

### أغسطس
- 7 أغسطس – فرنسيس إيرل جونستون (مواليد 1871) عسكري نيوزيلندي.
- 12 أكتوبر – جورج أغسطس كينغ (مواليد 1885) فلاح نيوزيلندي.
- 14 أغسطس – ويليام إدوارد ساندرز (مواليد 1883)

### أكتوبر
- 12 أكتوبر – جورج أغسطس كينغ (مواليد 1885) فلاح نيوزيلندي.

### ديسمبر
- 14 ديسمبر – جورج ويلسون (مواليد 1887) لاعب كركيت نيوزيلندي.
- 23 ديسمبر – كلايف فرانكلين كوليت (مواليد 1886) طيار بطل نيوزيلندي.
- 23 ديسمبر – والتر مالكوم (مواليد 1893) لاعب كريكت نيوزلندي.